# Highway 20 Ride
«Highway 20 Ride»  — песня американской кантри-группы Zac Brown Band. Она вышла 23 ноября 2009 года в качестве четвёртого сингла с дебютного студийного альбома The Foundation на лейбле Atlantic/Home Grown/Bigger Picture Music Group. Песню написали Зак Браун и Уятт Дюретт. Сингл стал третьим чарттоппером группы в кантри-чарте США.

## История
Вдохновением для Уятта Дюретта написать «Highway 20 Ride» стала поездка по дороге Interstate 20 между Атлантой и границей штатов Джорджия / Южная Каролина в Огасту, чтобы высадить своего сына, Уятта IV, дабы мать могла забрать его. Дюретт рассказал журналу
Country Weekly, что во время одной из таких поездок он начал думать о том, «как Вятт IV воспримет его как отца». После того, как он показал некоторые из своих текстов Заку Брауну, Браун помог Дюретту закончить песню.

## Отзывы
«Highway 20 Ride» получила в основном положительные отзывы критиков, Country Universe, Allmusic, Engine 145, Country Weekly.

## Чарты
19 декабря 2009 года, песня стала четвертым подряд хитом группы Zac Brown Band в топ-40 хит-парада Billboard Hot Country Songs. Сингл дебютировал в Hot 100 на 98 месте на неделе, закончившейся 30 января 2010 года. С тех пор он достиг 40 места, став их четвертым подряд Top 40 в  Billboard  Hot 100. В апреле 2010 года песня стала третьим синглом Zac Brown Band, занявшим первое место в чарте Hot Country Songs. Тираж сингла достиг более миллиона копий в США в апреле 2014 года и к февралю достигло показателя в 1058000 копий.

### Еженедельные чарты
| Чарт (2009-10)                      | Высшая позиция |
| ----------------------------------- | -------------- |
| Канада (Billboard Canadian Hot 100) | 66             |
| США (Billboard Hot 100)             | 40             |
| США (Billboard Hot Country Songs)   | 1              |

### Годовые итоговые чарты
| Чарт (2010)                    | Позиция |
| ------------------------------ | ------- |
| США (Country Songs, Billboard) | 14      |

## Сртификации
| Регион                                                                      | Сертификация | Продажи   |
| --------------------------------------------------------------------------- | ------------ | --------- |
| США (RIAA)                                                                  | Платиновый   | 1 000 000 |
| Данные о продажах + прослушиваниях приведены только на основе сертификации. |              |           |